# Giorgi Haraisvili
Giorgi Haraisvili (grúzul: გიორგი ხარაიშვილი; Marneuli, 1996. július 29. –) grúz válogatott labdarúgó, az azeri Sumqayıt játékosa.

## Pályafutása

### Klubcsapatokban
Hatesztendősen kezdett el futballozni, nyolcévesen pedig már az első szerződését is aláírta. Édesapja a grúz élvonal labdarúgója volt.
Kharaishvili a grúz Szaburtalo Tbiliszi akadémiáján nevelkedett, a felnőtt csapatban 2013 és 2018 között száztizenkét bajnoki mérkőzésen ötvenöt gólt szerzett. 2018-ban kölcsönben a svéd IFK Göteborg csapatában futballozott, 2019-ben pedig végleg szerződtették őt. 2020-ban svéd kupagyőztes lett. 

#### Ferencváros
2021 februártól lett a Ferencvárosi TC játékosa. 2021. április 4-én a Budafok ellen 4–0-ra megnyert bajnoki mérkőzésen szerezte első gólját. Ezután sokáig (több mint 15 hónapig) nem lépett pályára, 2022. szeptember 18-án súlyos sérüléséből felépülve a Bicske ellen 2–0-ra megnyert kupamérkőzésen – a 72. percben csereként beállva – játszott újra. Bajnoki találkozón november 13-án a Budapest Honvéd ellen 2–0-ra megnyert mérkőzésen lépett újra pályára. 2023 februárjában bejelentették, hogy a Dinamo Tbiliszihez került kölcsönbe az idény végéig.

#### Kocaelispor
2024. február 6-án másfél éves szerződést alá a török Kocaelispor csapatával. A szerződés tartalmaz plusz egy év opciót.

#### Sumqayıt
2024. szeptember 18-án egy plusz kétéves szerződést kötött az azeri élvonalban szereplő Sumqayıt csapatával.

### A grúz válogatottban
Többszörös grúz utánpótlás-válogatott, a felnőtt válogatottban 2017 január 23-án mutatkozott be Üzbegisztán elleni felkészülési mérkőzésen.

#### Mérkőzései a grúz válogatottban
megjegyzés Az eredmények a grúz válogatott szemszögéből értendők.
| #  | Dátum              | Ellenfél     | Eredmény | Kiírás              | Esemény |
| -- | ------------------ | ------------ | -------- | ------------------- | ------- |
| 1. | 2017. január 23.   | Üzbegisztán  | 2 – 2    | barátságos mérkőzés | 82' 87' |
| 2. | 2017. január 25.   | Jordánia     | 0 – 1    | barátságos mérkőzés | 85'     |
| 3. | 2018. június 1.    | Málta        | 1 – 0    | barátságos mérkőzés | 71'     |
| 4. | 2018. június 5.    | Luxemburg    | 0 – 1    | barátságos mérkőzés | 56'     |
| 5. | 2019. október 15.  | Gibraltár    | 3 – 2    | Eb-selejtező        | 10' 61' |
| 6. | 2019. november 19. | Horvátország | 1 – 2    | barátságos mérkőzés | 87'     |

## Sikerei, díjai
IFK Göteborg 
- Svéd kupa (1): 2020

 Ferencvárosi TC
- Magyar bajnok (1): 2020–2021[9]